# Passiflora parvifolia
Passiflora parvifolia là một loài thực vật có hoa trong họ Lạc tiên. Loài này được (DC.) Harms mô tả khoa học đầu tiên năm 1911.